# 伊普米林
伊普米林是巴西圣卡塔琳娜州的一个市镇。总面积247.067平方公里，总人口7118人，人口密度28.8人/平方公里。